# Cuers
Cuers [kɥɛʁs]  est une commune française située dans le département du Var en région Provence-Alpes-Côte d'Azur.

## Géographie

### Localisation
Commune située à 7 km de Solliès-Pont, 16 de La Valette-du-Var et 22 de Toulon.

### Géologie et relief
- Les barres de Cuers - formation géologique[1],[2].

### Hydrographie et les eaux souterraines
Cuers est arrosée par 3 rivières :
- le Meige Pan,
- le Gapeau[3],
- le Farembert.
- les ruisseaux :
  - ruisseau des Cougourdes,
  - de Rénégon, de Sainte-Christine, des Partides, de Valcros, des Plans de Loube, de Rémin, des Anduès, du Plan.

### Communes limitrophes
Les communes limitrophes sont Rocbaron, Belgentier, La Crau, Méounes-lès-Montrieux, Néoules, Pierrefeu-du-Var, Puget-Ville, Solliès-Pont et Solliès-Toucas.
| Néoules        | Rocbaron     | Puget-Ville      |
| Belgentier     | Cuers        | Pierrefeu-du-Var |
| Solliès-Toucas | Solliès-Pont | La Crau          |

### Climat
Pour des articles plus généraux, voir Climat de Provence-Alpes-Côte d'Azur et Climat du Var.
En 2010, le climat de la commune est de type climat méditerranéen franc, selon une étude du Centre national de la recherche scientifique s'appuyant sur une série de données couvrant la période 1971-2000. En 2020, Météo-France publie une typologie des climats de la France métropolitaine dans laquelle la commune est exposée à un climat méditerranéen et est dans une zone de transition entre les régions climatiques « Provence, Languedoc-Roussillon » et « Var, Alpes-Maritimes ». 
Pour la période 1971-2000, la température annuelle moyenne est de 14,4 °C, avec une amplitude thermique annuelle de 15,2 °C. Le cumul annuel moyen de précipitations est de 794 mm, avec 6,1 jours de précipitations en janvier et 1,6 jours en juillet. Pour la période 1991-2020, la température moyenne annuelle observée sur la station météorologique installée sur la commune est de 15,5 °C et le cumul annuel moyen de précipitations est de 778,9 mm. 
La température maximale relevée sur cette station est de 41,3 °C, atteinte le 5 août 2017 ; la température minimale est de −9,3 °C, atteinte le 11 février 2012,,. 
| Mois                                  | jan.          | fév.          | mars          | avril         | mai           | juin         | jui.          | août          | sep.          | oct.          | nov.            | déc.          | année     |
| ------------------------------------- | ------------- | ------------- | ------------- | ------------- | ------------- | ------------ | ------------- | ------------- | ------------- | ------------- | --------------- | ------------- | --------- |
| Température minimale moyenne (°C)     | 2             | 2,1           | 4,3           | 7,1           | 10,8          | 14,1         | 16,4          | 16,1          | 13,1          | 10,2          | 6,1             | 2,9           | 8,8       |
| Température moyenne (°C)              | 7,9           | 8,3           | 10,9          | 13,8          | 17,7          | 21,7         | 24,4          | 24,2          | 20,4          | 16,5          | 11,7            | 8,6           | 15,5      |
| Température maximale moyenne (°C)     | 13,7          | 14,5          | 17,5          | 20,5          | 24,5          | 29,3         | 32,4          | 32,3          | 27,6          | 22,8          | 17,4            | 14,3          | 22,2      |
| Record de froid (°C) date du record   | −9,1 07.01.02 | −9,3 11.02.12 | −9,3 02.03.05 | −4,4 08.04.21 | 1,3 07.05.19  | 5,5 04.06.06 | 7,9 17.07.00  | 7,2 23.08.07  | 3,1 21.09.17  | −1,4 22.10.07 | −8,8 23.11.1998 | −9,1 20.12.01 | −9,3 2012 |
| Record de chaleur (°C) date du record | 23,3 10.01.15 | 25,1 03.02.20 | 28,4 21.03.02 | 27,9 23.04.09 | 35,1 12.05.12 | 39 27.06.19  | 39,8 20.07.23 | 41,3 05.08.17 | 35,9 05.09.16 | 31,1 28.10.06 | 27,9 14.11.23   | 23,1 30.12.21 | 41,3 2017 |
| Précipitations (mm)                   | 73,4          | 54,8          | 57,4          | 57,1          | 56,7          | 33,5         | 15,6          | 19,3          | 76,6          | 105,5         | 141,4           | 87,6          | 778,9     |

| Diagramme climatique                                  |             |             |             |              |              |              |              |              |               |              |             |
| J                                                     | F           | M           | A           | M            | J            | J            | A            | S            | O             | N            | D           |
| 13,7273,4                                             | 14,52,154,8 | 17,54,357,4 | 20,57,157,1 | 24,510,856,7 | 29,314,133,5 | 32,416,415,6 | 32,316,119,3 | 27,613,176,6 | 22,810,2105,5 | 17,46,1141,4 | 14,32,987,6 |
| Moyennes : • Temp. maxi et mini °C • Précipitation mm |             |             |             |              |              |              |              |              |               |              |             |

Les paramètres climatiques de la commune ont été estimés pour le milieu du siècle (2041-2070) selon différents scénarios d'émission de gaz à effet de serre à partir des nouvelles projections climatiques de référence DRIAS-2020. Ils sont consultables sur un site dédié publié par Météo-France en novembre 2022.

### Voies de communications et transports
Cuers est desservie par plusieurs grandes routes régionales et nationales : la RN 97, CD 14 (Cuers - Grimaud (Var)), CD 40 (Cuers - Puget-Ville), CD 43 (Cuers - Brignoles), autoroute A57. L'une des deux barrières de péage de cette autoroute est implanté à proximité de Cuers, sur la commune de Puget-Ville  Péage de Puget-Ville  9 Cuers-sud  10 Cuers-nord.

#### Transports en commun
- Transport en Provence-Alpes-Côte d'Azur

#### Transports aériens
Les aéroports les plus proches sont :
- Aéroport de Toulon-Hyères à 28 km,
- Aéroport de Marseille Provence à 108 km,
- Aéroport de Nice-Côte d'Azur à 122 km.
- Ancienne Base d'aéronautique navale de Cuers-Pierrefeu.

#### Lignes SNCF
- Gare de Toulon. La gare TGV la plus proche est celle de Toulon, à 22 km. Toutefois, la commune partage la gare de Cuers-Pierrefeu, avec sa voisine, Pierrefeu-du-Var, pour les liaisons TER[10],
- Gare de Marseille-Saint-Charles à 88 km,
- Gare d'Aix-en-Provence TGV à 95,6 km,
- Gare de Nice-Ville à 128 km.

#### Ports
- Ports en Provence-Alpes-Côte d'Azur :
  - Rade de Toulon à 22 km,
  - Port de Marseille à 91 km,
  - Port Lympia (port de Nice) à 131 km.

## Urbanisme

### Typologie
Au 1er janvier 2024, Cuers est catégorisée centre urbain intermédiaire, selon la nouvelle grille communale de densité à sept niveaux définie par l'Insee en 2022.
Elle appartient à l'unité urbaine de Toulon, une agglomération inter-départementale regroupant 27  communes, dont elle est une commune de la banlieue,,. Par ailleurs la commune fait partie de l'aire d'attraction de Toulon, dont elle est une commune de la couronne,. Cette aire, qui regroupe 35 communes, est catégorisée dans les aires de 200 000 à moins de 700 000 habitants,.

### Occupation des sols
Le tableau ci-dessous présente l'occupation des sols de la commune en 2018, telle qu'elle ressort de la base de données européenne d’occupation biophysique des sols Corine Land Cover (CLC).

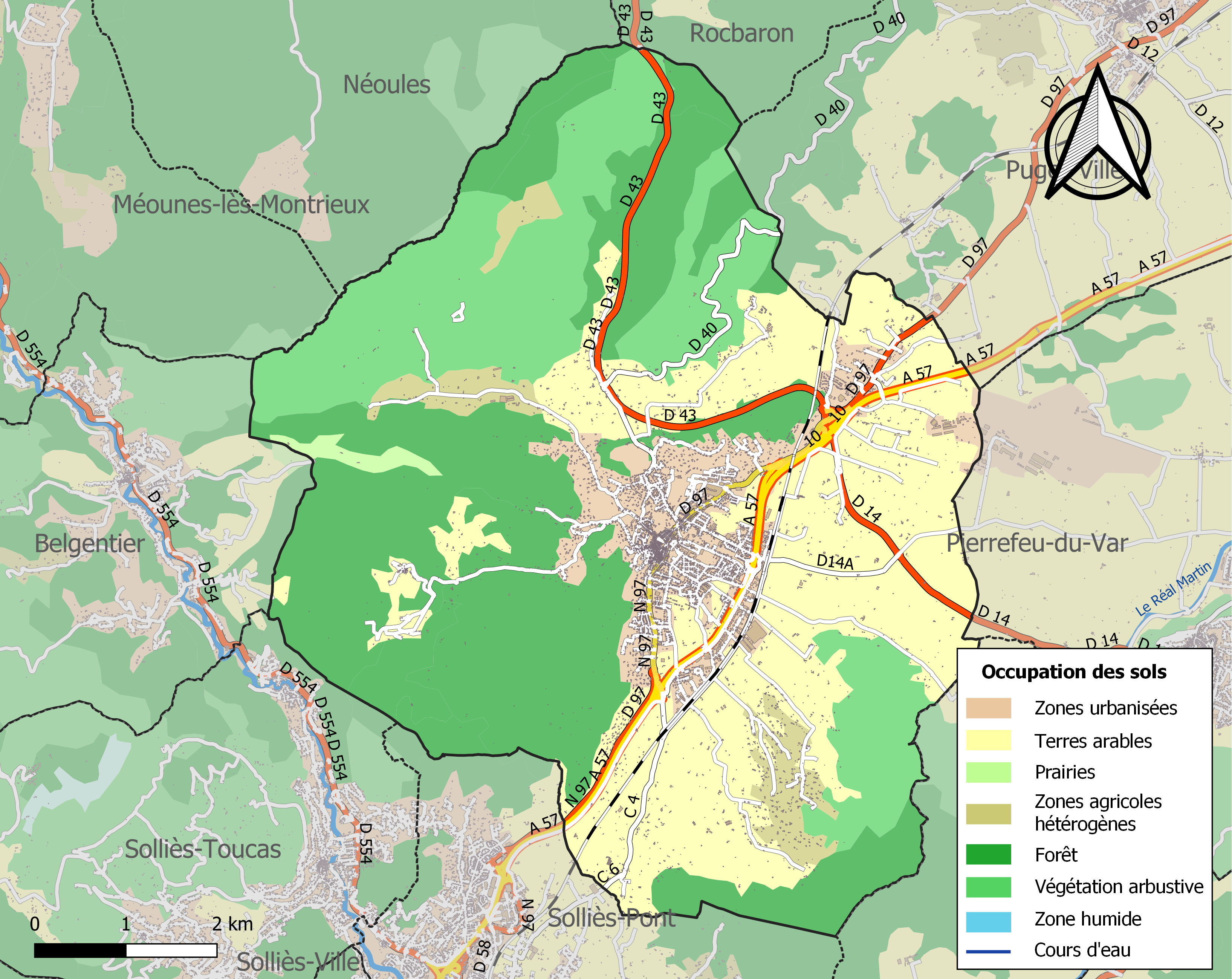
Carte des infrastructures et de l'occupation des sols de la commune en 2018 (CLC).

| Type d’occupation                                              | Pourcentage | Superficie (en hectares) |
| -------------------------------------------------------------- | ----------- | ------------------------ |
| Tissu urbain discontinu                                        | 7,8 %       | 404                      |
| Zones industrielles ou commerciales et installations publiques | 1,3 %       | 69                       |
| Réseau routier et ferroviaire et espaces associés              | 0,6 %       | 32                       |
| Aéroports                                                      | 0,4 %       | 19                       |
| Vignobles                                                      | 29,2 %      | 1494                     |
| Vergers et petits fruits                                       | 0,9 %       | 47                       |
| Oliveraies                                                     | 1,3 %       | 68                       |
| Prairies et autres surfaces toujours en herbe                  | 0,6 %       | 32                       |
| Systèmes culturaux et parcellaires complexes                   | 3,5 %       | 180                      |
| Forêts de feuillus                                             | 3,9 %       | 201                      |
| Forêts de conifères                                            | 17,7 %      | 905                      |
| Forêts mélangées                                               | 12,6 %      | 645                      |
| Végétation sclérophylle                                        | 20,0 %      | 1024                     |
| Source : Corine Land Cover                                     |             |                          |

Cuers dispose d'un plan local d'urbanisme.

## Histoire

### Préhistoire et Antiquité
De nombreuses traces d'occupation humaine ont été retrouvées sur le territoire communal, les plus anciennes remontant à 2500 av. J.-C.. Les Ligures, puis les Romains, s'installèrent ensuite dans la région de Cuers, laissant notamment les traces de trois camps romains, et d'un oppidum en haut de la Barre de Cuers.

### Le Moyen Âge
Afin d'échapper aux invasions sarrasines, fréquentes dans la région au VIIIe siècle, les habitants du village se réfugient dans les environs ; ils donnent ainsi naissance aux hameaux de Valcros et Saint-Laurent.
A l'époque mérovingienne, Cuers fait partie du comté de Fréjus. Les terres passent ensuite dans les mains du vicomte de Marseille, aux alentours de 970, qui en fit don aux moines de l'abbaye de Saint-Victor, en 1032.
Isnard de Glandevès (1340-1409), viguier de Marseille (1380), lieutenant du sénéchal (1405), fut seigneur de Cuers, de Pourrières et de Glandevès. Il fut le premier enfant de Guillaume Féraud de Glandevès, seigneur de Cuers et de Thorame et de Louise de Villeneuve. Il fut selon le baron du Roure « un des seigneurs les plus puissants et les plus considérés de Provence ». Il fut l'objet de la reine Marie de Blois qui le couvrit de dons.
Le 31 août 1342, Béatrix de La Roche était dame de Cuers et du Revest ; elle était mère du chevalier Raymond de Montealbano.

### Époque moderne
Le 24 septembre 1995, Éric Borel, âgé de 16 ans, assassine sa famille à Solliès-Pont puis tue à la chaîne plusieurs personnes à Cuers avant de se suicider.

## Blasonnement
|  | Les armoiries de Cuers se blasonnent ainsi : D'azur aux deux clefs d'argent passées en sautoir, au cœur cousu de gueules brochant en abîme chargé d'une fleur de lys d'or. |

## Politique et administration

### Liste des maires
| Période                                  | Période                  | Identité              | Étiquette    | Qualité |
| ---------------------------------------- | ------------------------ | --------------------- | ------------ | --- |
| Les données manquantes sont à compléter. |                          |                       |              | |
| ?                                        | 1901                     | M. Emmanuel           | Droite       | |
| septembre 1901                           | février 1922 (démission) | François Brun         | Rad.soc.     | Avocat, juge au Tribunal civil de Marseille                                                                                              |
| mars 1922                                | mars 1935                | Raoul Reymonenq       | Rad.soc.     | Négociant |
| mars 1935                                | 1941                     | Eugène Prat-Flotte    | SFIO         | Médecin Conseiller général du canton de Cuers (1931 → 1937)                                                                              |
| Les données manquantes sont à compléter. |                          |                       |              | |
| octobre 1947                             | décembre 1958 (décès)    | Raoul Reymonenq       | SFIO         | Négociant Conseiller général du canton de Cuers (1951 → 1958)                                                                            |
| mars 1959                                | mars 1977                | Fernand Blacas        | SFIO puis PS | Dessinateur d’études à la DCAN Conseiller général du canton de Cuers (1959 → 1982)                                                       |
| ?                                        | mars 1983                | M. Géraud             | PS           | |
| mars 1983                                | mars 1985                | Claude Blanc          | SE-DVD       | Réélu à la suite d'une élection municipale partielle Mandat écourté après la démission de plus de tiers des membres du conseil municipal |
| mai 1985                                 | juin 1995                | Jean-Charles Salphati | RPR          | Notaire, ancien premier adjoint du précédent Élu à la suite d'une élection municipale partielle                                          |
| juin 1995                                | novembre 2007            | Guy Guigou            | PCF          | Ouvrier à l’Arsenal de Cuers Conseiller général du canton de Cuers (1982 → 2008) Démissionnaire                                          |
| novembre 2007                            | mars 2008                | Gérard Cabri          | DVG          | Responsable DCNS |
| mars 2008                                | juin 2020                | Gilbert Pérugini      | UMP-LR       | Ingénieur DGA retraité Vice-président de la CC Méditerranée Porte des Maures Réélu en 2014                                               |
| juin 2020                                | en cours                 | Bernard Mouttet       | DVC          | Cadre commercial Vice-président de la CC Méditerranée Porte des Maures                                                                   |

Source pour la période 1790-1897 : Joseph Salvarelli, les administrateurs du département du Var, Draguignan, Imprimerie Olivier-Joulian, 1897

## Population et société

### Démographie

#### Évolution démographique
L'évolution du nombre d'habitants est connue à travers les recensements de la population effectués dans la commune depuis 1793. Pour les communes de plus de 10 000 habitants les recensements ont lieu chaque année à la suite d'une enquête par sondage auprès d'un échantillon d'adresses représentant 8 % de leurs logements, contrairement aux autres communes qui ont un recensement réel tous les cinq ans,.

En 2022, la commune comptait 12 841 habitants, en évolution de +14,73 % par rapport à 2016 (Var : +4,98 %, France hors Mayotte : +2,11 %).
| 1793  | 1800  | 1806  | 1821  | 1831  | 1836  | 1841  | 1846  | 1851  |
| ----- | ----- | ----- | ----- | ----- | ----- | ----- | ----- | ----- |
| 4 100 | 4 890 | 5 123 | 5 380 | 5 106 | 5 000 | 4 309 | 4 562 | 4 363 |

| 1856  | 1861  | 1866  | 1872  | 1876  | 1881  | 1886  | 1891  | 1896  |
| ----- | ----- | ----- | ----- | ----- | ----- | ----- | ----- | ----- |
| 4 387 | 4 311 | 4 295 | 4 004 | 4 158 | 3 800 | 3 473 | 3 410 | 3 383 |

| 1901  | 1906  | 1911  | 1921  | 1926  | 1931  | 1936  | 1946  | 1954  |
| ----- | ----- | ----- | ----- | ----- | ----- | ----- | ----- | ----- |
| 3 098 | 3 090 | 3 038 | 3 304 | 3 357 | 3 517 | 3 698 | 4 018 | 4 319 |

| 1962  | 1968  | 1975  | 1982  | 1990  | 1999  | 2006  | 2011   | 2016   |
| ----- | ----- | ----- | ----- | ----- | ----- | ----- | ------ | ------ |
| 4 665 | 5 107 | 5 453 | 6 571 | 7 027 | 8 174 | 9 542 | 10 333 | 11 192 |

| 2021   | 2022   | - | - | - | - | - | - | - |
| ------ | ------ | - | - | - | - | - | - | - |
| 12 550 | 12 841 | - | - | - | - | - | - | - |

## Économie

### Entreprises et commerces
L'ancienne base aéronavale a été reconvertie en pôle industriel et commercial en destination de l'industrie de l'aviation et de la défense. Le cœur du village ne compte pas d'agents économiques d'envergure mais c'est à la périphérie, dans les zones d'implantation plus récentes, que se comptent les nouvelles installations.

### Agriculture
L'Histoire du village est en effet très marquée par l'agriculture, à la fois par la culture des céréales, du tabacs, des vers à soie, mais également par l'élevage bovin et ovin.
L'agriculture actuelle est plus tournée vers les productions viticoles et oléïcoles. La commune fait partie de la zone de production de l'huile d'olive de Provence AOC, des vins Maures (IGP) et Côtes-de-provence.

### Tourisme
- Hôtels-restaurants[32].
- Gîtes de France[33].
- Chambres d'hôtes.

#### Commerces
Commerces et services de proximité.

## Vie locale

### Enseignement
Établissements d'enseignements :
- La commune dépend de l'académie de Nice[36].

Les élèves de Cuers suivent leurs études dans le village, qui dispose de deux écoles maternelles, deux écoles primaires, une école primaire bilingue français/provençal (la seule dans le Var), une école primaire privée, deux collèges et un lycée professionnel.
La ville a la particularité de posséder sur son territoire la seule école publique bilingue français-provençal du département du Var et de l'académie de Nice (récompensée par le Prix Louis-Vouland de la Vocation Provençale en 2011).

### Santé
Professionnels et établissements de santé :
- Médecins,
- Pharmacies,
- Hôpitaux à Pierrefeu-du-Var, La Farlède, La Valette-du-Var, Hyères.

### Cultes
- La paroisse catholique de Cuers dépend du diocèse de Fréjus-Toulon, doyenné de Cuers[39].
- Culte musulman, mosquée D'ER-Rahma.

### Services publics
- Office de tourisme intercommunal
- Centre communal d’actions sociales
- Police municipale

## Lieux et monuments
Patrimoine religieux :
- Église paroissiale Notre-Dame de l'Assomption[40]
  - Grandes orgues[41],[42], 1668, M.H.[43],[44],
  - Mobilier de la Collégiale Sainte-Catherine, Saint-Pierre, Notre-Dame-de-l'Assomption[45].
- Ancienne église du couvent des Bernadines.

- Chapelles[46] :
  - Ancienne chapelle Saint-Jacques[47],
  - Ancienne chapelle Saint-Laurent[48],

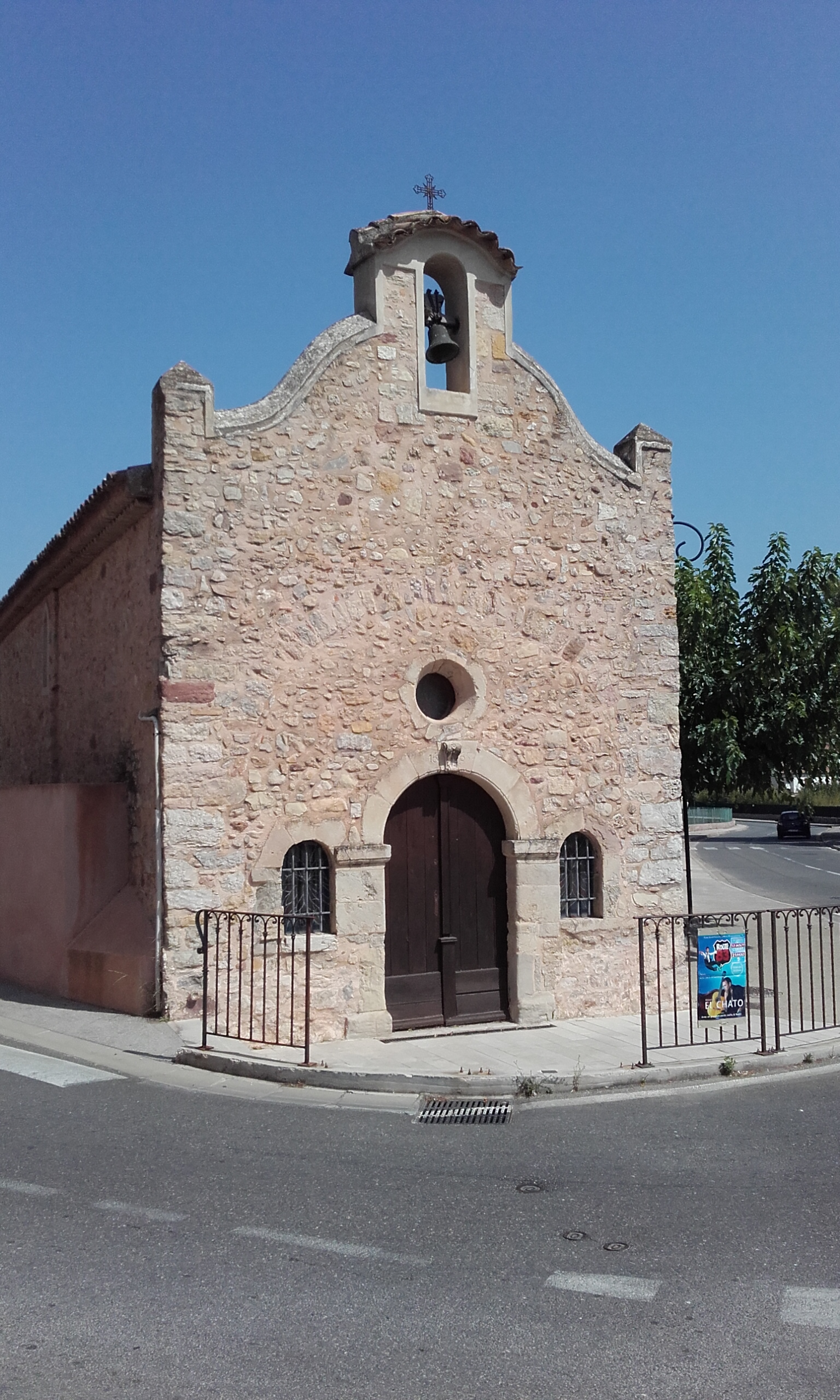
Chapelle Saint-Roch.

  - Ancienne chapelle Sainte-Thérèse[49],
  - Ancienne Chapelle Saint Jean-Baptiste,
  - Chapelle du Tiers-Ordre-de-Saint-François ou de la Corde[50]
  - Chapelle Notre-Dame-de-Santé[51],
  - Chapelle Saint-François[52],
  - Chapelle Saint-Louis (Valcros)[53],[54],
  - Chapelle Saint-Pierre[55],
  - Chapelle Sainte-Christine[56],
  - Chapelle Saint Roch[57],[58].
- Mosquée D'ER-Rahma[59].
- Monument aux morts[60] : Conflits commémorés : 1914-1918 - 1939-1945 - Indochine (1946-1954) - AFN-Algérie (1954-1962).

Patrimoine civil :

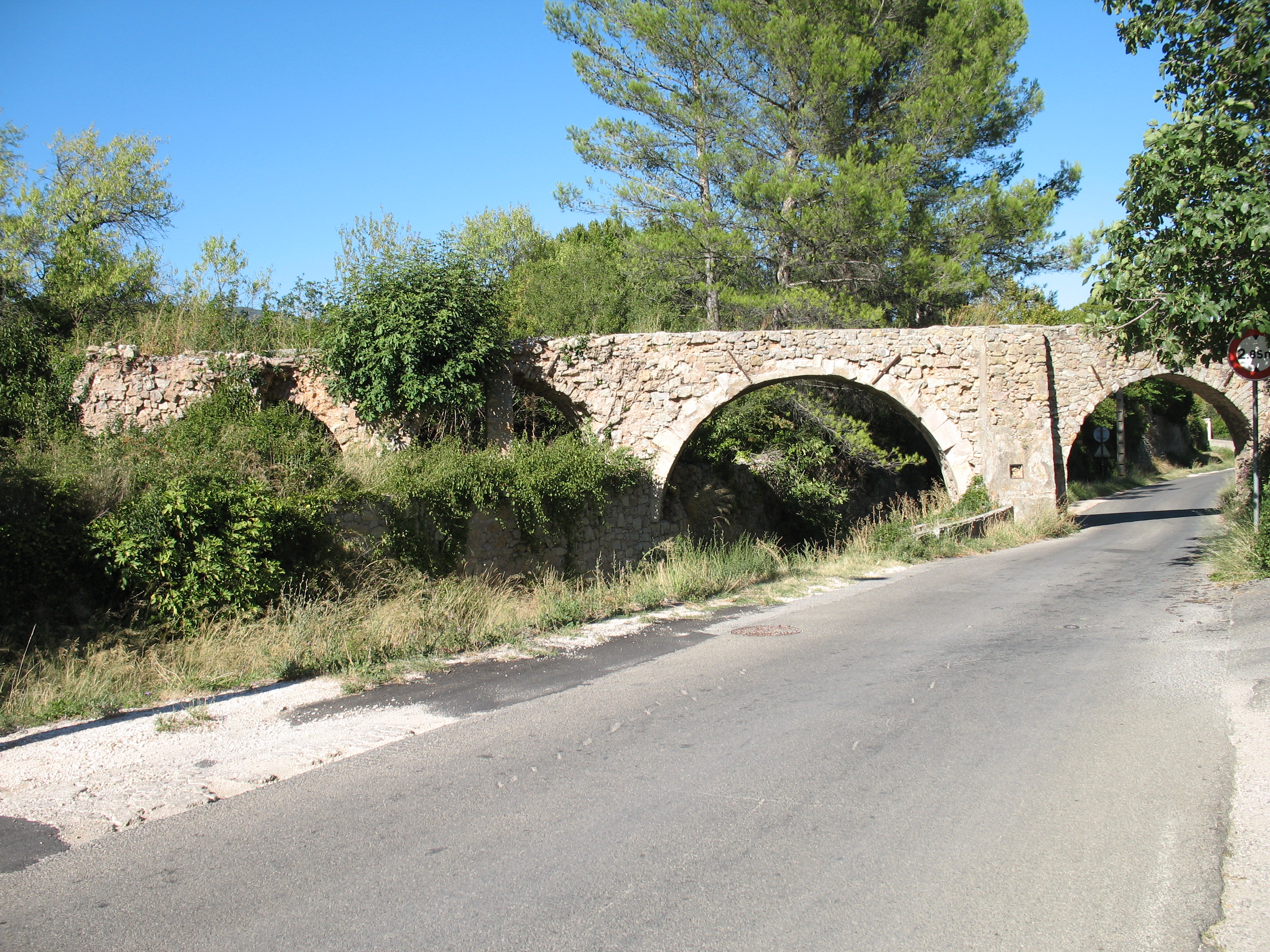
Aqueduc des cinq ponts.

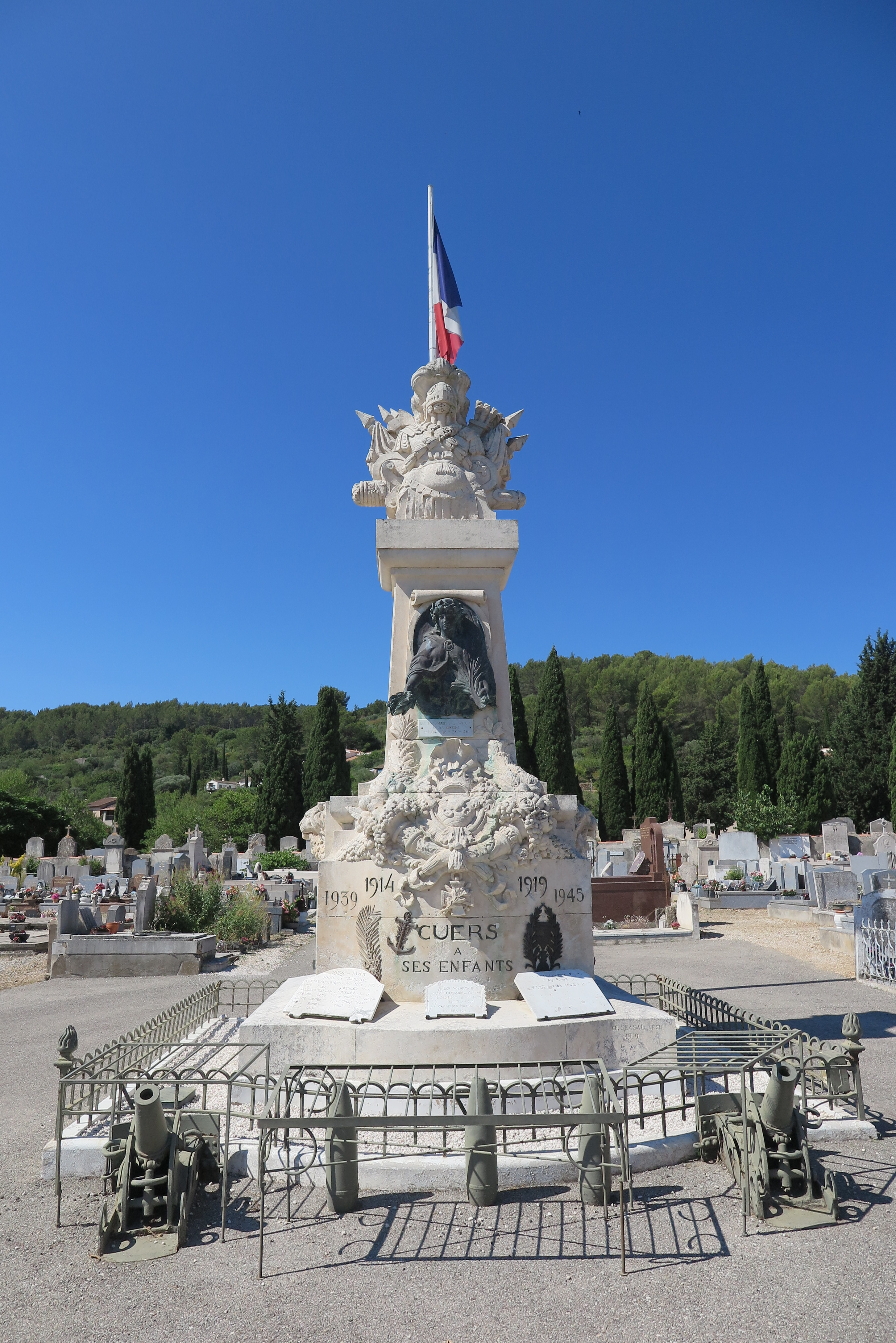
Monument aux morts.

- Rues du Vieux Cuers - vestiges ruines du château[61] (panorama).
- Oppidum de Cuers, avec remparts, qui a fait l'objet d'une inscription sur l'inventaire supplémentaire des monuments historiques par arrêté du 6 juin 1977[62].
- Oppida pré-romains - ancien aqueduc romain (M.H.)[63].
- Portes anciennes du vieux village - fontaines - lavoirs.
- Bassins et fontaines (Fontaines du coq[64], de Saint-Pierre[65],...).

## Personnalités liées à la commune
- Jean Gallois (1632-1707), abbé du prieuré de Cuers, savant universel et membre de l'Académie française.
- François Arène (1794-1852), homme politique, député du Var.
- Benjamin Flotte (1812-1888), militant blanquiste, est né et mort à Cuers.
- Gustave Meyrier (1842-1930), diplomate français, né à Cuers.
- André Martel  (13 décembre 1893 à Toulon – 18 juin 1976 à Cuers, Var), écrivain et poète français. Connu aussi sous les pseudonymes de « Papapafol du Paralloïdre » et « Le Martélandre ». Régent du Collège de Pataphysique.
- Marcelle Drutel (1897-1985), écrivain provençal, Majoral du Félibrige, originaire de Cuers, où elle est inhumée après y avoir vécu de 1956 jusqu'à sa mort.
- Pierre Miremont (1901-1979), mort à Cuers, écrivain en langue d'oc, Majoral de félibrige.
- Le capitaine Albert Litas (1905-1944), compagnon de la Libération, y décède des suites de blessures le 25 août 1944.
- Alexandre Lofi (1917-1992) - officier au sein des Commandos Kieffer- il participe notamment au débarquement de Normandie en juin 1944. Décédé à Cuers le 22 mars 1992, il y est enterré.
- Serge Martina (1943), acteur, écrivain et scénariste français, né à Cuers.
- Patrik Cottet-Moine (1964), mime, acteur, humoriste français. Adjoint culture à la mairie de Cuers de 2020 à 2023.